# Prionop crestablanc
El prionop crestablanc (Prionops plumatus) és un ocell de la família dels vàngids (Vangidae).

## Hàbitat i distribució
Habita boscos i sabanes de gran part de la zona afrotròpica, al Senegal, Gàmbia i sud de Mauritània i sud de Mali, Burkina Faso, Guinea Bissau, Guinea, Sierra Leone i sud de Níger, Costa d'Ivori, Ghana, Togo, Benín, Nigèria, Camerun, sud deñ Txad, la República Democràtica del Congo i Sudan del Sud, Uganda, Ruanda, Burundi, Etiòpia, Eritrea i nord i cente de Kenya fins Somàlia, Angola, i sud de Kenya, Tanzània, Zàmbia, Malawi, Moçambic, Zimbabwe, nord de Namíbia, nord i est de Botswana i nord-est de Sud-àfrica.